# بول هيرمان (ممثل)
بول هيرمان (بالإنجليزية: Paul Herman)‏ هو ممثل أمريكي، ولد في 29 مارس 1946 ببروكلين في الولايات المتحدة.

## أعمال

### أفلام
- (1984) حدث ذات مرة في أمريكا
- (1984) نادي القطن
- (1988) الإغراء الأخير للسيد المسيح
- (1988) كبير[4][5]
- (1990) الأصدقاء الطيبون[6]
- (1994) رصاص في برودواي[7][8]
- (1995) أفروديت القوية[9]
- (1995) حرارة[10]
- (1995) كازينو[11]
- (1996) النيام[12]
- (2009) قلب مجنون[13]
- (2009) ما الذي حدث للتو؟[14]
- (2010) صغار عائلة فوكرز[15][16]
- (2012) المعالجة بالسعادة
- (2013) احتيال أمريكي[17][18]
- (2015) جوي[19]

## وصلات خارجية
- بول هيرمان على موقع IMDb (الإنجليزية)
- بول هيرمان على موقع ألو سيني (الفرنسية)
- بول هيرمان على موقع أول موفي (الإنجليزية)
- بول هيرمان على موقع قاعدة بيانات الأفلام السويدية (السويدية)
- بول هيرمان على موقع قاعدة بيانات الفيلم (الإنجليزية)
- بول هيرمان على موقع كينوبويسك (الروسية)